# کاراجورجه
کاراجورجه (Karađorđe), (صربی: Ђорђе Петровић؛ (۱۴ سپتامبر ۱۷۵۲ - ۲۴ ژوئیه ۱۸۱۷) (در ۴۸ سالگی) که با نام اصلی جورجه پتروویچ (Đorđe Petrović) شناخته می‌شود، رهبر انقلاب صربستان علیه امپراتوری عثمانی در اوایل قرن نوزدهم بود. او نقشی کلیدی در قیام اول صربستان (۱۸۰۴–۱۸۱۳) ایفا کرد و به عنوان بنیانگذار سلسله کاراجورجویچ شناخته می‌شود.
نام او را به صورت قراجورج و قره‌جرج هم نوشته‌اند که در ترکی به معنی «جرج سیاه» است. این نام مستعار به دلیل چهره سبزه و چشمان نافذ او به وی داده شده است.
تولد او در سال ۱۷۶۸ در روستای وی‌شواتس، صربستان عثمانی صورت گرفت و مرگ او ۱۸۱۷ در رادوانیه، صربستان عثمانی رخ داد.
کاراجورجه در خانواده‌ای فقیر در منطقه شومادیا در صربستان عثمانی به دنیا آمد. در جوانی به شغل چوپانی مشغول بود و سپس به تجارت دام روی آورد. در طول جنگ اتریش و ترکیه (۱۷۸۸–۱۷۹۱)، او به عنوان عضوی از سپاه آزاد صربستان، که توسط اتریشی‌ها مسلح و آموزش دیده بودند، شرکت کرد و به خاطر شجاعت خود شهرت یافت.
پس از شکست صرب‌ها در سال ۱۷۹۱، کاراجورجه به همراه خانواده‌اش به امپراتوری اتریش گریختند. در سال ۱۷۹۴ با اعلام عفو عمومی به شومادیا بازگشت و به تجارت دام ادامه داد.
در سال ۱۸۰۴، پس از قتل‌عام رهبران صرب توسط ینی‌چری‌های عثمانی، صرب‌های پاشالیک بلگراد شورش کردند. کاراجورجه به اتفاق آرا به عنوان رهبر این قیام انتخاب شد.
کاراجورجه با رهبری نظامی ماهرانه خود، پیروزی‌های متعددی را علیه عثمانی‌ها به دست آورد و توانست بخش‌های وسیعی از صربستان را آزاد کند. او همچنین در ایجاد نهادهای حکومتی جدید در صربستان نقش داشت.
در سال ۱۸۱۳، با حمله مجدد عثمانی‌ها و عدم حمایت روسیه از صرب‌ها، کاراجورجه مجبور به عقب‌نشینی به اتریش شد. او در سال ۱۸۱۷ در رادوانیه به قتل رسید.

## میراث
او در طول قیام اول صربستان، عنوان «ووژد بزرگ» را به خود اختصاص داد. سلسله کاراجورجویچ که توسط او تأسیس شد، تا اواسط قرن بیستم بر صربستان حکومت کرد.
کاراجورجه به عنوان قهرمان ملی صربستان و نماد مبارزه برای استقلال شناخته می‌شود. او نقش مهمی در بیداری ملی صرب‌ها و ایجاد صربستان مدرن ایفا کرد. تصویر او بر روی اسکناس‌های دینار صربستان نقش بسته است و بسیاری از خیابان‌ها، میادین و مؤسسات در صربستان به نام او نامگذاری شده‌اند.
آرامگاه کاراجورجه در کلیسای سنت جورج در اوپلناتس قرار دارد.